# Diastereoizomer
| Diastereoizomeri care sunt și epimeri    | Diastereoizomeri care sunt și epimeri |
| ---------------------------------------- | ------------------------------------- |
|                                          |                                       |
|                                          |                                       |
| D-treoză (cei 2 de jos sunt enantiomeri) | D-eritroză                            |

Diastereoizomerii (câteodată denumiți diastereomeri sau „izomeri de distanță”) reprezintă un tip particular de stereoizomeri. Diastereoizomeria apare atunci când doi sau mai mulți stereoizomeri au configurații diferite la unul sau mai mulți centri stereogenici, nefiind în relație de obiect-imagine în oglindă (vezi și enantiomer). Când doi diastereoizomeri diferă între ei la un singur centru stereogen, atunci se numesc epimeri.
Diastereoizomerii permit separarea componenților optic activi dintr-un amestec racemic.